# Syringomyeli
Syringomyeli är en kronisk sjukdom som bottnar i en cystbildning i ryggmärgen.

## Överskådligt
En cysta eller kanal har bildats inne i ryggmärgen, i vilken ryggmärgsvätska rinner in, och skapar ett tryck.
Sjukdomen har många gånger ett progressivt förlopp.
Vanligaste orsakerna är Arnold-Chiaris malformation, skolios, tumörer i CNS och trauma mot ryggmärgen.

## Symptom
Människor som lider av syringomyeli drabbas ofta av smärtor i ryggen, och eftersom centrala nervsystemet påverkas kan man också uppleva ökad svaghet i händerna, eller att man får svårighet att skilja på varmt och kallt.

## Behandling
En metod är operation, varvid man antingen försöker skapa en kanal mellan den inre cystan och det naturliga flödet av cerebrospinalvätska utanför ryggmärgen, varvid en balans kan uppnås. En annan metod är att låta det bero, och istället medicinera, vanligtvis med starka opiater. Man väljer i regel den kirurgiska metoden när åkomman upptäcks i ett tidigt stadium.

## Historia
Syringomyeli har varit känt i över 400 år..